# Chaloenosoma
Chaloenosoma is een geslacht van kevers uit de familie bladkevers (Chrysomelidae).
De wetenschappelijke naam van het geslacht werd in 1893 gepubliceerd door Martin Jacoby.

## Soorten
- Chaloenosoma kolibaci (Medvedev, 2005)
- Chaloenosoma megalayanum (Kimoto, 2004)
- Chaloenosoma mimica (Medvedev, 2000)
- Chaloenosoma schereri (Medvedev, 2001)